# Cienciologia
La Cienciologia és un conjunt de creences i pràctiques creada l'any 1952 als Estats Units per Ron Hubbard, anteriorment escriptor de ciència-ficció. A l'origen era una filosofia laica, però des del 1953 es va presentar com una filosofia religiosa aplicada, representada principalment per l'anomenada Església de la Cienciologia. Promou un mètode anomenat pel seu fundador «Dianètica» i, de manera més àmplia, exposa un conjunt de creences i de pràctiques relatives a la naturalesa de l'home i al seu lloc en l'univers.
La Cienciologia proposa millorar gradualment la vida dels seus seguidors. Ron Hubbard afirmava haver desenvolupat una via precisa d'estudi religiós, constituïda per una sèrie d'etapes progressives i eficaces que, efectuades segons una certa metodologia, ajudarien l'individu a assolir un «estat d'existència molt elevat». Aquesta ascensió permetria comprendre cada cop millor el que aquest moviment considera ser «la naturalesa espiritual de l'home» i la seva relació amb el que creu ser «l'Ésser suprem».
Com que aquesta església ha mantingut una pràctica de defensar les seves tècniques mitjançant la legislació sobre els drets d'autor i els secrets comercials, alguns crítics la consideren com una organització comercial més que religiosa. A partir dels anys 80, l'Església de Cienciologia ha recorregut sistemàticament als plets jurídics per a defensar-se de les organitzacions i dels particulars que la denuncien. Això li ha comportat les crítiques de no actuar d'acord amb la imatge d'una religió.
A Europa ha suscitat històricament polèmiques en molts països, i la seva consideració sovint com a «secta», però les darreres dècades ha obtingut sentències favorables del Tribunal Europeu dels Drets Humans, del Tribunal Suprem d'Anglaterra i el d'altres països com Suècia, Portugal, Holanda o Eslovàquia, entre d'altres. A l’Estat espanyol, l’Audiència Nacional va reconèixer els seus drets com a entitat religiosa l’any 2007.

## Creences i pràctiques

La creu de vuit braços de la Cienciologia

Les doctrines de la Cienciologia van ésser establertes per Hubbard durant prop de 33 anys, des de 1952 fins a la seva mort el gener de 1986, i difoses en forma de milers de conferències, llibres, assaigs i polítiques. La majoria dels principis bàsics de la Cienciologia es van presentar durant els primers 15 anys de la seva existència; després Hubbard va dedicar la major part del seu temps als nivells superiors més esotèrics (o «tecnologies avançades») del sistema de creences cienciològic. L'Església descriu les seves accions com una millora i ampliació de la factibilitat i ús d'aquests principis.

Les creences centrals de la cienciologia són que cada persona és un ésser espiritual immortal (anomenat thetan) que posseeix una ment i un cos, i que les persones són bàsicament bones. La vida que cadascú hauria de dur a terme és una vida d'educació, coneixement i millora espiritual i ètica contínua, per a poder així ésser feliç i atènyer la salvació definitiva, així com ésser més efectius en la creació d'un món millor. La Cienciologia afirma oferir metodologies específiques per a ajudar la persona a aconseguir aquests objectius.
Un altre principi de base de la Cienciologia és la idea que hi ha tres components bàsics interrelacionats (i intrínsecament espirituals) que són el veritable fonament de l'«estat de viure» (livingness) reeixit: afinitat, realitat (o acord) i comunicació, que s'equiparen a l'enteniment. Hubbard ho va anomenar el «triangle ARC». Els cienciòlegs utilitzen l'ARC per a millorar les seves vides, basant-se sobretot en la creença que elevar un aspecte del triangle incrementa els altres dos.
En un intent per a clarificar el concepte de mental conscient, subconscient i inconscient, Hubbard va escriure que la ment de l'home està estructurada en dues parts: la «ment analítica» i la «ment reactiva». Va descriure la ment analítica com la part positiva, racional i calculadora, mentre que la reactiva funciona sobre la base d'estímuls i respostes. Els cienciòlegs creuen que la ment reactiva és l'arrel de l'angoixa individual, així com l'origen de l'atrocitat de la humanitat i de la seva incapacitat per a crear societats duradores, pròsperes i saludables.
La metodologia central de la Cienciologia es denomina «auditació» (de l'arrel llatina aud-, «escoltar») i consisteix en una comunicació personalitzada amb un «auditor» o ministre d'aquesta església. L'auditor ajuda la persona a arribar a comprendre's a si mateixa i a discernir la part reactiva de la seva ment, és a dir, les «càrregues» emocionals, incidents traumàtics específics, les seves pròpies transgressions ètiques i les males decisions del passat que tendeixen a tancar-lo en una vida que no queda totalment sota el seu propi control.
L'Església de la Cienciologia sosté que la seva finalitat és un món sense guerra, crims ni bogeria, on la gent bona i decent tingui la llibertat d'atènyer els seus objectius.
A mesura que un individu avança en la jerarquia interna de l'organització, tot demostrant estar-hi més compromès, se li van revelant detalls sobre les creences de la Cienciologia. Els nivells d'aquesta jerarquia s'anomenen nivells OT. En els més avançats s'aprèn l'existència de Xenu. Xenu seria un emperador extraterrestre que va iniciar una sèrie d'esdeveniments fantàstics que explicarien com els éssers humans són eixams d'ànimes extraterrestres embotides dintre de cossos aliens. Cada una d'aquestes ànimes és anomenada, en anglès, «body thetans».

## Dianètica
La Cienciologia va ser ampliada i revisada a partir de la Dianètica, un sistema anterior de tècniques de desenvolupament personal exposat per Ron Hubbard en el llibre Dianètica: La ciència moderna de la salut mental (1950). A mitjan anys 50, Hubbard havia relegat la Dianètica a un simple estudi de la Cienciologia, si bé segueix essent promocionada i difosa per les organitzacions cienciòlogues.
La principal diferència entre ambdues és que la Dianètica és explícitament secular, centrada en la vida actual de l'individu i tracta de problemes físics, mentre que la Cienciologia adopta un enfocament més clarament religiós centrat en el tractament de qüestions espirituals que abasten múltiples vides passades a més de l'actual. Hubbard va ser acusat repetidament d'aixecar una façana religiosa a la Dianètica perquè l'organització mantingués l'estatus d'exempció d'impostos i evités la persecució per afirmacions mèdiques falses. Aquestes acusacions han perseguit fins avui aquest moviment.

## Origen del mot "cienciologia"
La paraula "cienciologia" té la seva pròpia història. Malgrat que actualment està associada gairebé exclusivament amb l'obra de Hubbard, va ser encunyada pel filòleg Alan Upward el 1907 com a sinònim de «pseudociència». El 1934, l'escriptor germanoargentí Anastasius Nordenholz va publicar un llibre usant la paraula positivament: Scientologie, Wissenschaft von der Beschaffenheit und der Tauglichkeit des Wissens o Cienciologia, ciència de la constitució i la utilitat del coneixement. El llibre de Nordenholz és un estudi de la consciència, i el seu ús de la paraula no és massa diferent de la definició de Hubbard, «saber com saber». Tanmateix, no és clar si Hubbard estava al corrent d'aquests usos anteriors.
La paraula en si és la unió de la paraula llatina scio («saber» o «distingir») i la grega λόγος lógos («la pròpia raó» o «pensament intern»). Sembla plausible que el significat de Hubbard derivi, com el de Nordenholz, de la simple traducció d'aquestes arrels.

## L'Església de la Cienciologia

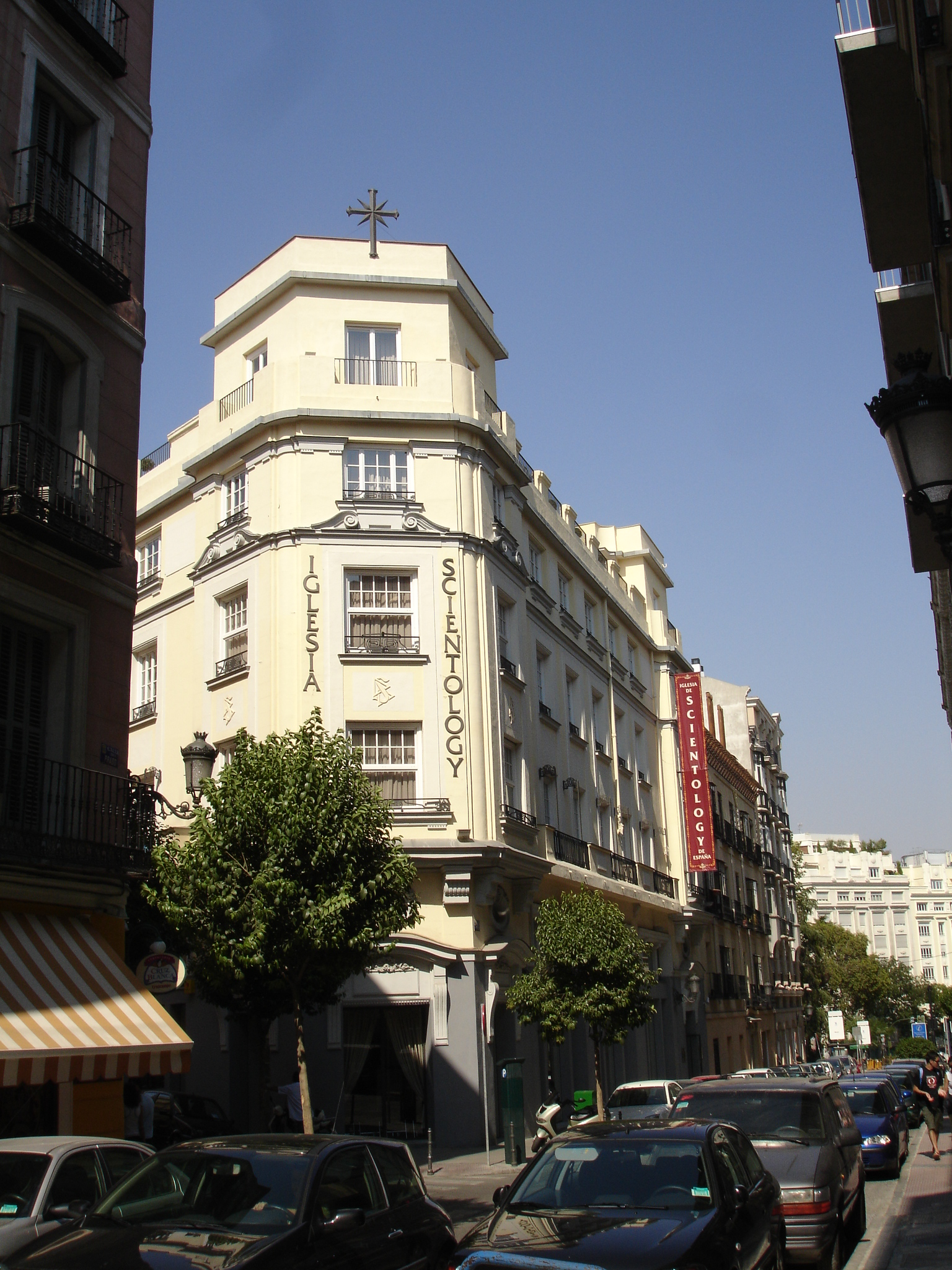
Seu de L'Església de la Cienciologia a Madrid

L'Església de la Cienciologia es va constituir als Estats Units com una organització sense ànim de lucre l'any 1953. Actualment constitueix el centre d'una complexa xarxa mundial d'organitzacions dedicades a la promoció de les filosofies de L. Ron Hubbard en tots els àmbits de la vida. Això inclou centres de tractament contra la drogoaddicció (Narconon), programes de rehabilitació de delinqüents (Criminon), activitats per a reformar el camp de la salut mental (Comissió de Ciutadans per als Drets Humans), projectes per a implantar mètodes educatius factibles i efectius en les escoles (Applied Scholastics), una campanya per a tornar els valors morals a la vida (The Way to Happiness), una organització per a educar i ajudar a triomfar en el món dels negocis (World Institute of Scientology Enterprises o WISE) i una croada dirigida als líders mundials així com al públic en general per a posar en pràctica el document de l'ONU de 1948, la Declaració Universal dels Drets Humans.
L'Església de la Cienciologia ha sigut i continua essent una organització molt controvertida. Segons els països s'han adoptat posicions molt diferents: el govern dels Estats Units considera la Cienciologia una religió protegida per la Primera Esmena de la seva constitució. Altres països, especialment a Europa, han considerat la Cienciologia un moviment sectari potencialment perillós i han restringit força les seves activitats en diverses ocasions. Per exemple, el govern alemany no la considera una religió sinó una organització financera. La Cienciologia també ha sigut el blanc de crítiques dels moviments antisectes i ha provocat controvèrsia per les seves destacades campanyes contra la psiquiatria i la medicació psiquiàtrica.
Les nombroses batalles legals lliurades per l'Església de la Cienciologia des de la seva fundació li han donat la reputació de ser una de les organitzacions religioses més litigants que existeixen.

## La Cienciologia com a religió
La Cienciologia està reconeguda com a religió segons la definició del terme que emparen les constitucions dels Estats Units, Sud-àfrica, Veneçuela, Suècia i Austràlia. El govern francès considera oficialment la Cienciologia com una secta absoluta i li ha negat l'estatus de religió. A Bèlgica se la considera una organització potencialment perillosa, investigada per les autoritats i els tribunals. Els tribunals de Suïssa han dictat diverses sentències que neguen el seu caràcter de religió i la qualifiquen d'organització merament comercial. La naturalesa de la Cienciologia és l'objecte d'apassionats debats en tots aquests països, independentment de la postura oficial.
El 1982, el Tribunal Suprem d'Austràlia va dictaminar que el govern estatal de Victòria no podia declarar que l'Església de la Cienciologia no fos una religió. El Tribunal va tractar l'assumpte de la fe, més que el de l'eventual xerramenta: «La xerramenta és un preu necessari de la llibertat religiosa, i si un autoproclamat professor persuadeix altres persones de creure en una religió que ell proposa, la falta de sinceritat o integritat per part seva no és incompatible amb el caràcter religiós de les creences, pràctiques i exercicis acceptats pels seus seguidors.»
El 1993, la Hisenda Pública dels Estats Units (IRS), «després d'estudiar la voluminosa informació sobre les seves operacions financeres i d'altra naturalesa proporcionada per L'Església», la va reconèixer com una «organització dirigida exclusivament cap a fins religiosos i caritatius», estatus que havia perdut el 1967 com a conseqüència d'una auditoria. Aquest canvi de postura de la IRS, després de mantenir 25 anys tesis contràries, recolzades pels tribunals, va provocar polèmica en nombrosos mitjans de comunicació pel secretisme de l'acord a què es va arribar; el 1997 es va publicar al The New York Times que funcionaris de la IRS encarregats del cas havien arribat a ser vigilats per detectius privats contractats per l'Església de la Cienciologia.
L'Església de la Cienciologia ha invertit grans quantitats de temps, esforços i recursos en una ambiciosa campanya de relacions públiques per proclamar al món que la Cienciologia és una religió bona fide. L'organització ha recopilat una considerable quantitat de recursos com a proves de que és una religió, i els seus portaveus sovint esmercen temps a subratllar-ho. Com a exemple, l'organització assenyala els següents estudis sobre les doctrines religioses de la Cienciologia realitzats per prominents experts en religió de diverses fes:
- Cienciologia: Anàlisi i comparació de les seves doctrines i sistemes religiosos (Scientology - An Analysis and Comparison of its Religious Systems and Doctrines) per Bryan R. Wilson, Ph.D., catedràtic emèrit, Universitat d'Oxford (Anglaterra)
- Cienciologia: Trets de la religió (Scientology - The Marks of Religion) per Frank K. Flinn, Ph.D., professor adjunt d'estudis religiosos, Universitat de Washington (Saint Louis, Missouri, EUA).
- Cienciologia: La seva cosmologia, antropologia, ètica i metodologies (Scientology - Its Cosmology, Anthropology, System of Ethics & Methodologies) per Régis Dericquebourg, professor en sociologia de la religió, Universitat de Lille III (Lille, França)
- Cienciologia: Una nova religió (Scientology - An Analysis and Review of a New Religion) per M. Darrol Bryant, Professor de religió i cultura, Renison College, Universitat de Waterloo (Waterloo, Ontario, Canadà)
- Cienciologia: Definicions actuals de la religió des de les Ciències Socials (Scientology - And Contemporary Definitions of Religion in the Social Sciences) per Alejandro Frigerio, doctor en filosofia, investigador, Consejo Nacional de Investigaciones Científicas y Técnicas (Buenos Aires, Argentina)
- Cienciologia: Una veritable religió (Scientology - A True Religion) per Urbano Alonso Galán, doctor en filosofia i teologia, Magna Cum Laude per la Universitat Gregoriana de Roma (Italia)
- Cienciologia - Relació entre la Cienciologia i altres religions (Scientology - The Relationship Between Scientology and Other Religions) per Fumio Sawada, vuitè posseïdor dels secrets del sintoisme Iu-itsu

Els crítics acostumen a rebutjar aquests estudis per no considerar-los imparcials, ja que pensen que van ser encarregats per la Cienciologia per a presentar els resultats que vol que el públic senti.
L'Església de la Cienciologia també assenyala amb freqüència l'exempció fiscal atorgada a l'organització per la Hisenda Pública nord-americana l'octubre de 1993 com a prova que és una religió.

## Grups independents cienciològics
Malgrat que «Cienciologia» s'usa la majoria de les vegades com abreviatura de l'«Església de la Cienciologia», un cert nombre de grups practiquen la Cienciologia i la Dianètica fora del marc de l'església oficial. Aquests grups estan formats per dissidents que acostumen a dir que l'Església ha corromput els principis de L. Ron Hubbard o bé que s'ha tornat excessivament dominant. L'Església adopta un comportament extremadament dur amb els grups dissidents, titllant-los d'«apòstates» (o d'«esquirols» en el llenguatge cienciològic) i sotmetent-los sovint a una considerable pressió legal i social. Els grups dissidents eviten utilitzar el nom de «Cienciologia» per a definir-se, i es refereixen a si mateixos com a la Zona Lliure.
Els grups de la Zona Lliure són extremadament heterogenis en termes de doctrina, al contrari de l'església oficial. Alguns practiquen una Cienciologia més o menys pura, basada en els textos i principis originals (publicats per l'Església) de Hubbard, però sense la supervisió ni el principi d'impostos de l'església oficial. D'altres han desenvolupat les idees de Hubbard amb formes radicalment noves, algunes de les quals a penes es poden reconèixer com a relacionades amb la Cienciologia.

## Controvèrsia i crítiques

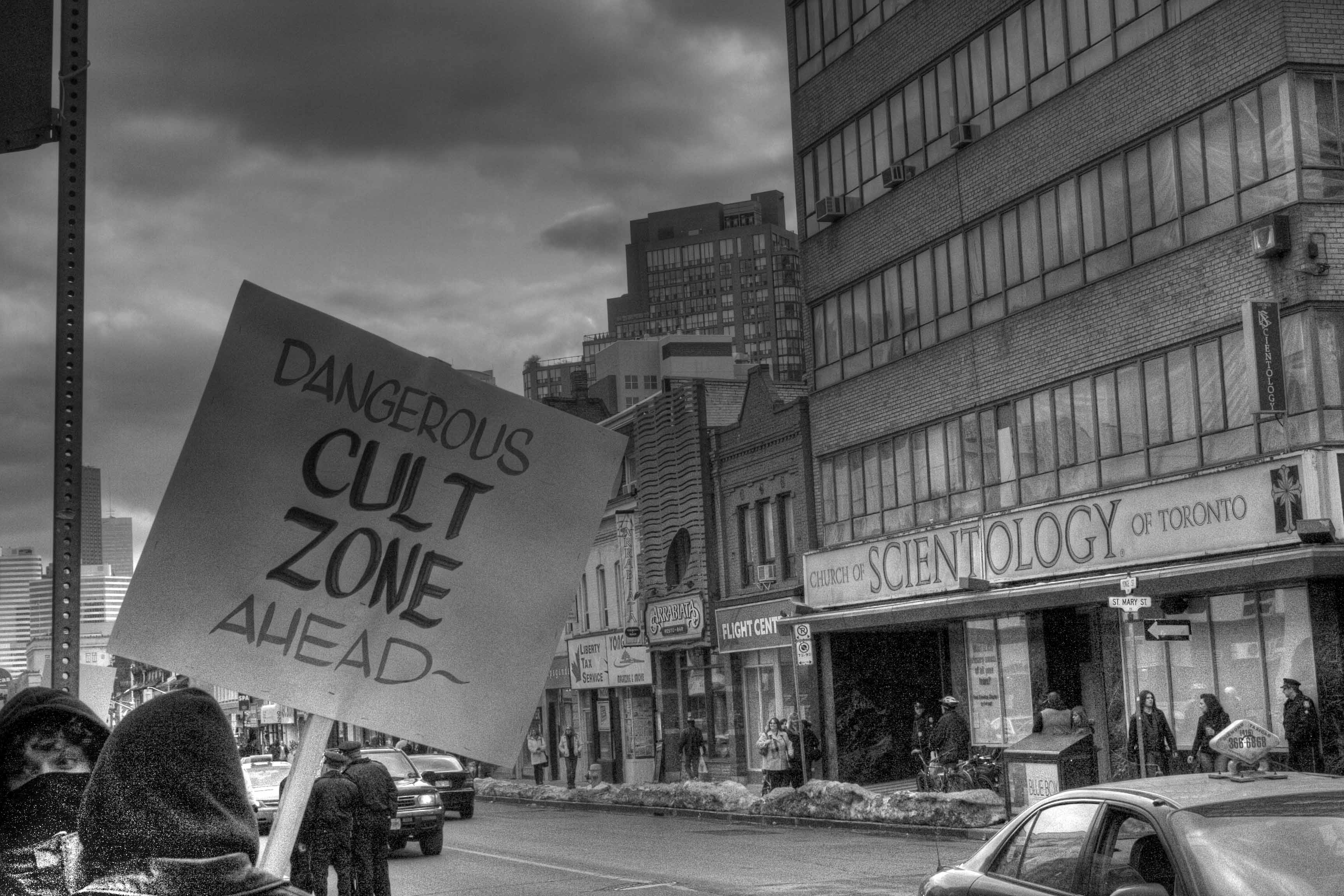
Manifestació contra la Cienciologia al Canadà

Dels molts nous moviments religiosos que van sorgir durant el segle xx, la Cienciologia ha sigut un dels més controvertits des de pràcticament la seva fundació. L'Església de la Cienciologia ha entrat en conflicte amb els governs de diversos països en nombroses ocasions al llarg dels anys (incloent-hi els dels Estats Units, el Regne Unit i Alemanya). Un altre punt de controvèrsia és el de la infiltració del moviment en la Hisenda Pública dels Estats Units, en l'anomenada «Operació Blancaneu»: onze cienciòlegs d'alt rang, inclosa Mary Sue Hubbard (esposa de L. Ron Hubbard), van ser condemnats a presó per la seva participació en aquesta infiltració.
L'actual controvèrsia entre L'Església de la Cienciologia i els seus crítics inclou els següents aspectes:
- Al·legacions d'activitats criminals de L'Església de la Cienciologia i els seus membres.
- Activisme de cienciòlegs en contra de la psiquiatria, i principalment les drogues psiquiàtriques com Prozac, Haldol, Paxil i Ritalin.
- Denúncies de rentada de cervell i control mental.
- Política de desconnexió de la Cienciologia.
- Acusacions que L. Ron Hubbard va crear una religió per a enriquir-se.
- Morts de cienciòlegs.
- Accions de la Cienciologia contra els seus crítics i enemics.

### La Cienciologia contra Internet
Els líders de la Cienciologia han emprès àmplies operacions a Internet per ocupar-se de les creixents acusacions de frau i revelacions de falta d'escrúpols dins de la Cienciologia. L'organització sosté que està prenent mesures per a evitar la distribució de documents i publicacions cienciològiques en línia protegides pels drets d'autor. Tanmateix, els seus crítics (i molts usuaris d'Internet) denuncien que l'organització està intentant abolir la llibertat d'expressió.
El gener de 1995, aquesta església va intentar silenciar les discussions que es mantenien en el grup de notícies alt.religion.scientology publicant un missatge de control destinat a eliminar el grup de tots els servidors d'Usenet, i va començar a demandar individus per enviar-hi còpies de les seves escriptures, accions que van provocar que milers d'usuaris d'Internet de tot el món fessin es fixessin en la Cienciologia. Durant diversos anys, des de mitjan 1996, el grup de notícies va ser el blanc d'un altre intent de supressió, aquesta vegada en la forma de centenars de missatges escombraria enviats al grup. Malgrat que l'Església no va confirmar ni va negar que estigués darrere d'aquests «spams», alguns investigadors van afirmar que una part havien estat rastrejats arribant fins a membres de l'església. La Cienciologia va respondre amb un comunicat on explicava que les seves accions eren en realitat un atac contra les expressions d'odi i de violència dirigits en contra d'ella.